# Verdes Moradas
Verdes Moradas (Green Mansions no original) é um romance exótico de William Henry Hudson publicado em 1904, sobre um viajante à selva da Guiana do sudeste da Venezuela e seu encontro com uma garota das selvas chamada Rima.